# Hamilton Palace
Hamilton Palace è una grande residenza di campagna situata a nord-est di Hamilton, in Scozia. Era la sede dei Duchi di Hamilton, ed è stata costruita nel 1695 e ampliata successivamente. La casa è stata demolita nel 1927. È stata riconosciuta per essere stata una delle più grandi residenze della Scozia.

## Il palazzo

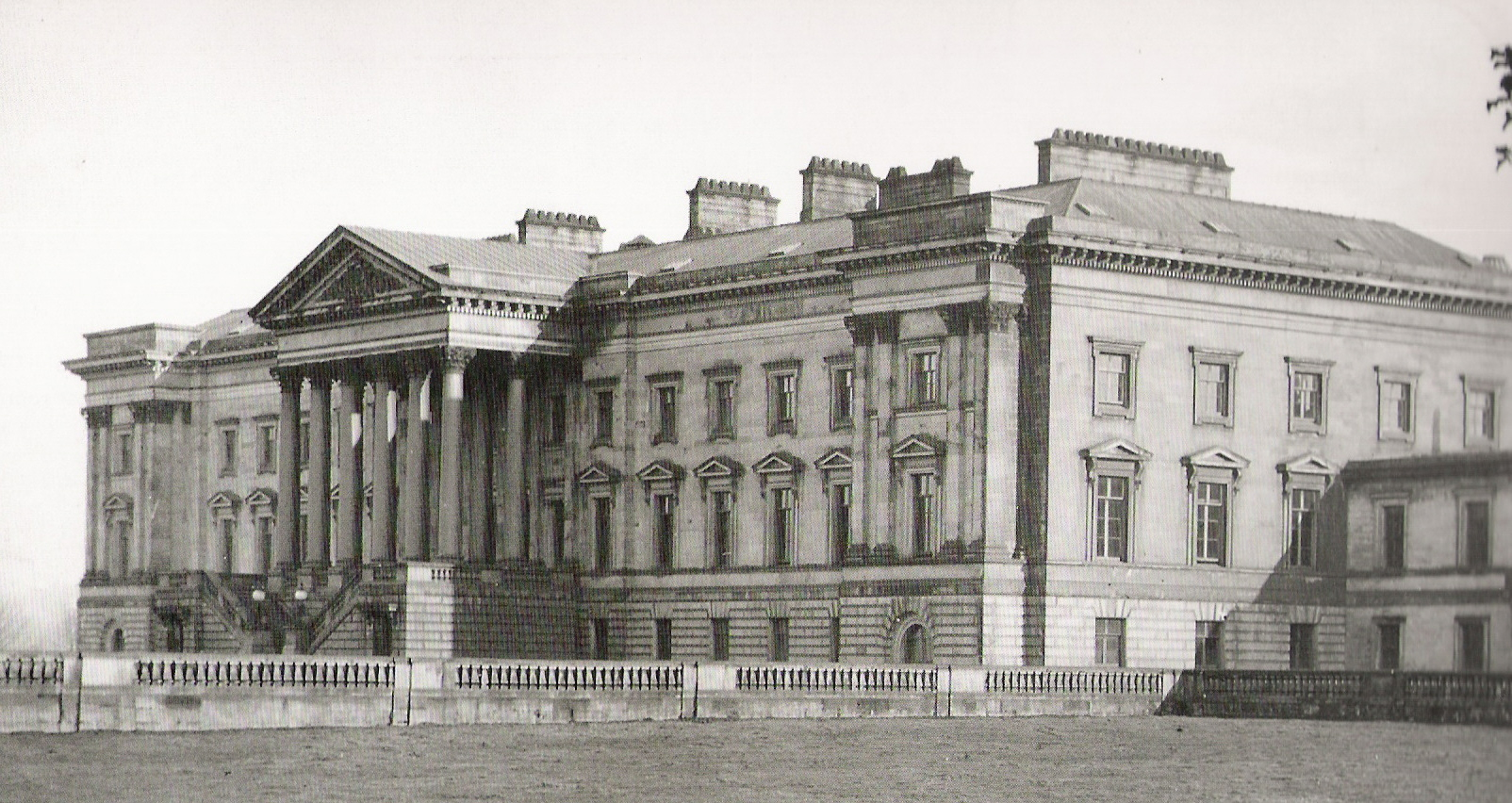
Hamilton Palace nel 1916.

Costruito sul sito di un torrione del XIII secolo, il fronte sud di Hamilton Palace fu eretto in stile palladiano (aggiungendo un enorme frontone corinzio nel 1695) dall'architetto James Smith per William, III duca di Hamilton e sua moglie, la duchessa Anne.
Nel 1819 iniziò un'opera di ristrutturazione con l'aggiunta di opere di Peter Paul Rubens, Tiziano, Anton Van Dyck e altri maestri.

## Declino e demolizione
Il declino iniziò nel 1882 quando William Douglas-Hamilton, XII duca di Hamilton, dopo aver perso ingenti capitali al gioco, vendette gran parte delle collezioni accumulate dal nonno, Alexander Hamilton, X duca di Hamilton, primo pari di Scozia, compresi gli 85 disegni di Sandro Botticelli della Divina Commedia, oggi a Berlino. Tuttavia dopo Alfred Douglas-Hamilton, XIII duca di Hamilton la prestò come ospedale navale durante la prima guerra mondiale.
Hamilton Palace fu definitivamente demolito nel 1921.